# Parc zoologique Attique
Le parc zoologique Attique (Aττικό Ζωολογικό Πάρκο) ou Parc Attique est un parc zoologique grec situé dans la périphérie de l'Attique, à Spata-Artémis (à environ 25 km d'Athènes). Fondé en 2000 par Jean-Jacques Lesueur, un homme d'affaires français, sous la forme d'un parc ornithologique, il s'est ensuite ouvert à la présentation d'autres animaux : des reptiles en 2001, des animaux africains en 2003, puis des singes, des félins… Il comprend également le seul delphinarium du pays dans lequel il présente huit grands dauphins.
Il est membre permanent de l'Association européenne des zoos et aquariums (EAZA).
En 2017, les autorités grecques accusent le parc d'utiliser ses dauphins dans un seul but de divertissement, ce qui est interdit par la loi, qui impose que les dauphins captifs ne soient présentés que si le parc les utilise à des fins éducatives. Les inspecteurs environnementaux demandent à un procureur d‘enquêter et ont également constaté que le parc a fonctionné sans licence durant plus de 4 ans.